# Phaeofabraea miconiae
Phaeofabraea miconiae är en svampart som beskrevs av Rehm 1909. Phaeofabraea miconiae ingår i släktet Phaeofabraea och familjen Helotiaceae.   Inga underarter finns listade i Catalogue of Life.